# CG Gruppe
Die CG Gruppe war eine Immobilienentwicklungsgesellschaft mit Sitz in Berlin. Das von Christoph Gröner 1995 gegründete Unternehmen wurde schrittweise von der Consus Real Estate übernommen und ging 2020 vollständig in der Consus Real Estate auf, die zur Luxemburger Adler Group gehört. Die Unternehmensgruppe und ihr ehemaliger Vorstandsvorsitzender Christoph Gröner stehen wegen mangelnder Zahlungsmoral in der Kritik, gegen einzelne Tochterunternehmen wurden Insolvenzverfahren eröffnet.

## Geschichte
Die CG Gruppe 1995 wurde von Christoph Gröner in Leipzig gegründet, für den die Initialen CG stehen. Das Geschäftsfeld des Unternehmens lag zunächst bei der Denkmalsanierung, Revitalisierung und beim Neubau. Ab 2005 war die CG Gruppe auch in der Projektentwicklung von Neubauten tätig. Sie verlagerte ihren Unternehmenssitz 2010 nach Berlin. Die CG Gruppe hatte Niederlassungen in Leipzig, Dresden, Frankfurt am Main, Köln, Hamburg, Düsseldorf, Stuttgart und München. Sie konzentrierte sich auf den Mietwohnungsbau für institutionelle Investoren und verfolgte eine Strategie, bei der Wohnobjekte durch Building Information Modeling (BIM) und anschließender Vorfertigung (Prefabrication) kostengünstig realisiert werden.
Am 28. September 2017 stimmten die Aktionäre der Consus Real Estate auf der Hauptversammlung dafür, 50 % der Anteile an der CG Gruppe von der Luxemburger Holding Aggregate Deutschland zu übernehmen. Consus Real Estate nahm daraufhin eine Kapitalerhöhung vor, wodurch sich die Zahl der Aktien verdreifachte. Im darauffolgenden Jahr erhöhte Consus Real Estate seine Anteile an der CG Gruppe auf 74,9 %, die restlichen 25,1 % hielt Christoph Gröner. Im März 2020 schied Gröner aus dem Vorstand aus, woraufhin das Unternehmen am 30. März 2020 in „Consus RE AG“ umbenannt wurde. Im Juni 2020 veräußerte Gröner seine Firmenanteile, die von Consus Real Estate übernommen wurden. Die Consus RE AG wurde am 17. September 2020 in eine GmbH umgewandelt und über die Consus Real Estate in die Luxemburger Adler Group eingegliedert. Gröner hatte zuvor 17 Projektentwicklungen von der Consus RE AG als wirtschaftliche Gegenleistung für seine Anteile erhalten.

### Rechtsstreit vor dem Amtsgericht Leipzig
Christoph Gröner hatte sich ab Dezember 2018 vor dem Amtsgericht Leipzig zu verantworten. Die Staatsanwaltschaft warf ihm in drei Anklageschriften vor, er habe vor einigen Jahren in mehreren Fällen Steuerhinterziehung begangen. Dem Fiskus sei „durch fehlerhafte oder unvollständige Angaben ein Gesamtschaden im unteren sechsstelligen Bereich entstanden“, berichtete die Leipziger Volkszeitung. In einer vierten Anklage ging es um den Vorwurf der Insolvenzverschleppung. Christoph Gröner erklärte, alle Vorwürfe seien falsch. Gröners Anwälte erklärten unter anderem, besagte Insolvenz habe es faktisch nicht gegeben. Am 21. Februar 2019 entschied das Amtsgericht nach acht Verhandlungstagen, den Prozess vorläufig einzustellen. Das Gericht verpflichtete Gröner, eine Geldauflage in sechsstelliger Höhe zu zahlen. Wenn der CG-Gründer den Betrag innerhalb von sechs Monaten zahlt, werde das Verfahren endgültig eingestellt.

### Mangelnde Zahlungsmoral und Insolvenzverfahren der Gröner Gruppe
In einem Bericht des MDR wurde im April 2025 die mangelnde Zahlungsmoral der Gröner Gruppe beleuchtet. In ihr hatte Gröner verbliebene Unternehmensbestandteile weitergeführt. So würden Architekten und Baufirmen nur unzureichend entgegen vertraglich Vereinbartem bezahlt. Gegenüber den Leipziger Stadtwerken bestünden Stand April 2025 Außenstände im mittleren 6-stelligen Bereich, von Mietern erhaltene Nebenkostenzahlungen werden nicht weitergereicht. Verschiedene Tochterunternehmen befinden sich in Insolvenzverfahren.
Das Handelsblatt berichtete bereits Anfang April 2025, dass  Gläubiger seit Februar 2024 mehr als ein Dutzend Insolvenzanträge gegen Gröner-Gesellschaften gestellt hätten. Einige Insolvenzen konnten kurzfristig durch Zahlungen abgewendet werden, andere Verfahren seien immer noch anhängig. Nach Angaben des Business Insider beziehungsweise des ManagerMagazins eröffnete das Insolvenzgericht Leipzig am 11. März 2025 ein vorläufiges Insolvenzverfahren über das Privatvermögen von Gröner – bereits zum zweiten Mal. Am 26. Mai 2025 eröffnete das Amtsgericht Leipzig zudem das Insolvenzverfahren über die Gröner Group GmbH, die lange als entscheidende Holding der Gruppe fungierte.

## Wohn- und Geschäftsviertelprojekte

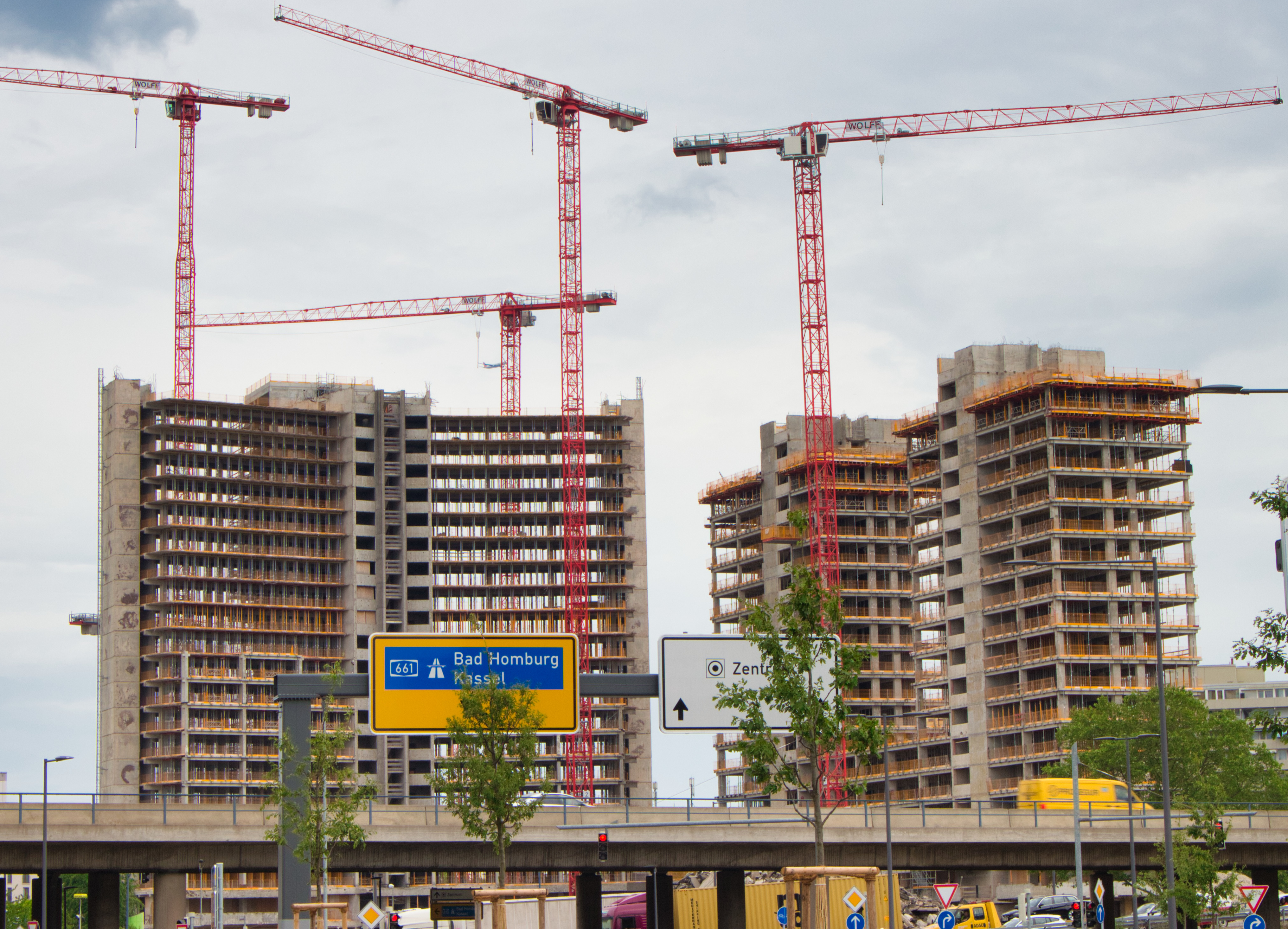
Baustelle des Vitopia-Campus in Offenbach, einer von CG angestoßenen Konversion eines ehemaligen Siemens-Standorts (2022)

### Berlin
2012 begann die CG Gruppe mit Arbeiten an einem Carré in der Berlin-Charlottenburger Otto-Suhr-Allee. Dort entstanden bis Juni 2016 insgesamt 261 neue Mietwohnungen. An der Berliner Bismarckstraße zwischen Rückert- und Wilmersdorfer Straße baute die Gruppe gemeinsam mit Kondor Wessels bis Februar 2017 eine Anlage mit 209 Wohnungen. Ende 2013 kaufte die CG Gruppe zusammen mit Kondor Wessels ein Grundstück in der Berliner Chausseestraße imcc Bezirk Mitte von der TLG Immobilien. Früher befanden sich dort eine Bromsilberfabrik, eine Eisengießerei sowie eine Lokomotivenfabrik von Borsig. Die Arbeiten wurden Ende 2016 fertig gestellt, 133 Wohnungen waren entstanden.

### Dresden und Leipzig
In der zweiten Jahreshälfte 2015 begann die CG Gruppe mit der Errichtung einer Anlage am Dresdner Postplatz. Die Arbeiten dauerten bis Ende 2019, rund 250 Mietwohnungen entstanden. Das frühere Postgebäude wurde dabei saniert, Neubauten kamen hinzu.
Im Juni 2019 startete in Dresden ein Projekt aus Wohnungen, Gewerbe und Büroflächen nahe der Frauenkirche zwischen Rampischer und Landhausstraße. Dieses sogenannte Quartier Hoym wurde ab Herbst 2020 von Consus RE weitergeführt. Die Arbeiten verzögerten sich, im April 2025, vier Jahre nach geplanter Fertigstellung, war noch kein Abschluss gefunden.
In Leipzig baute die CG Gruppe von 2015 bis 2017 die Wohnanlage „Schumanns Gärten“ auf einem Grundstück an der Dresdner Straße, Ecke Inselstraße im Stadtteil Zentrum-Ost. Insgesamt entstanden 160 Wohnungen, zusätzlich Geschäftsflächen. Die Anlage wurde noch vor ihrer Fertigstellung an eine Versorgungskasse verkauft.

## Politische Auseinandersetzungen

### Proteste rund um Carré Sama-Riga
In der Rigaer Straße 71–73 in Berlin im sogenannten „Samariterviertel“ sanierte die CG Gruppe zwischen 2017 und 2020 ein heruntergekommenes gründerzeitliches Fabrikgelände der ehemals unter Denkmalschutz stehenden „Möbelfabrik Robert Seelisch“. Von der vorhandenen Bausubstanz wurde ein Denkmalschutzanteil übernommen. Insgesamt entstanden dort 133 Mietwohnungen sowie Gewerbeflächen, die maßgeblich vom sozialen Träger Lebensraum e. V. als Kindertagesstätte genutzt werden. Das Projekt löste nicht nur Kritik, sondern auch gewaltsame Reaktionen der örtlichen Szene aus, die im Projekt ein „Agieren gieriger Spekulanten und Immobilienhaie“ sah. Die linke Szene warf der CG Gruppe eine Gentrifizierung des Samariterviertels vor. Während der Bauarbeiten kam es mehrfach zu Sachbeschädigungen und Körperverletzungen, was mehrere Polizeieinsätze auslöste. Die Baumaßnahmen mussten teilweise unter Polizeischutz durchgeführt werden. Die CG Gruppe verkaufte nach B.Z.-Angaben 2019 den Wohnkomplex in der Rigaer Straße 71–73 für 44 Mio. EUR an eine Kapitalverwertungsgesellschaft.

### XBerg Tower
Der XBerg Tower war im Rahmen des Projektes „HYMAT“ ein Umwandlungsprojekt des Berliner Postbank-Hochhauses am Halleschen Ufer 40–60 in eine Wohnanlage. Volkan Aar schreibt in der taz, dass die CG Gruppe plante, hier „Luxuswohnungen“ zu bauen. Als die CG Gruppe die geplante Wohnungsanzahl von 710 auf 623 reduzierte, blockierte der Baustadtrat des Bezirks Friedrichshain-Kreuzberg Florian Schmidt Mitte 2018 die Baugenehmigung, was einen Streit auslöste. Christoph Gröner ließ im August 2018 im Rahmen des politischen Protestes gegen die Bezirksregierung ein Banner mit der Aufschrift „Hier verhindert Rot-Rot-Grün 623 Wohnungen“ am Turm aufhängen. Die Spannungen zwischen der CG Gruppe und Schmidt gipfelten darin, dass Gröner Baustadtrat Schmidt öffentlich als „Zeugnis politischer Umstände, die es zu bekämpfen gilt“ bezeichnete. Nach einem Vermittlungsversuch der Berliner Senatsverwaltung im November 2018 wurde bekannt, dass statt der 623 Wohnungen im XBerg Tower Gewerbeflächen entstehen sollten. Im Rahmen dieser Vermittlungsgespräche soll sich, so Baustadtrat Schmidt, ein Verkauf an Art-Invest „angebahnt“ haben. Die CG Gruppe verkaufte daraufhin im Januar 2019 den Turm an Art-Invest sowie umliegende Grundstücke an die landeseigene Wohnungsgesellschaft Degewo. Baustadtrat Schmidt begrüßte diese Entwicklung. Die Degewo, Art-Invest und der damalige Bausenator Sebastian Scheel gaben im Dezember 2020 bekannt, dass ab 2021 insgesamt 400 Wohnungen am Halleschen Ufer 40–60 entstehen sollten.

### FourLiving-Baustelle
Das Projekt „FourLiving“ ist ein Komplex aus vier Wohntürmen in der Prager Straße in Leipzig, das die CG Gruppe entwickelte und dessen Bauherr heute die Adler Group ist. Die Bauarbeiten ruhten. Während des Baus der Anlage mit 296 Wohnungen kam es in der Nacht vom 2. auf den 3. Oktober 2019 zu einem Großbrand. Zeitgleich fingen drei Autokräne und ein Bagger Feuer, wobei zwei der Kräne vollständig ausbrannten. Es entstand ein Sachschaden in Millionenhöhe. Die Polizei ging von Brandstiftung aus und schloss einen politisch motivierten Hintergrund der Tat nicht aus. Leipzigs Oberbürgermeister Burkhard Jung sprach von einem „Terroranschlag“. 2024 erwarb die Stadt Leipzig den Komplex und teilte mit die Anlage abreißen zu wollen. Bis April 2025 war noch keine Entscheidung gefallen.

## Sponsoring und Parteispenden
- Ab 2016 war die CG Gruppe Sponsor des Fußball-Oberligisten FC International Leipzig.[39] Später wurde das Unternehmen einer der Sponsoren des Leipziger Erstligaclubs RB Leipzig[40] und trat ab der Saison 2019/20 auch als Sponsor des Zweitligaclubs Karlsruher SC auf.[41] Ferner war die CG Gruppe ab Januar 2019 einer der sechs Hauptsponsoren („Top-Partner“) des Fußball-Regionalligisten Kickers Offenbach.[42] Ab August 2022 war CG Elementum Ärmel-Sponsor von Hertha BSC, der Vertrag wurde im Juli 2024 vorzeitig beendet.[43][44]
- Die CG Gruppe war einer der Hauptsponsoren des gemeinnützigen Vereins „Laughing Hearts“, der 2009 von Berliner Unternehmern gegründet wurde und benachteiligte und kranke Kinder unterstützt.[45] 2019 spendete das Unternehmen mehr als 500.000 EUR an den Verein.[46]
- Die CG Gruppe war langjähriger Hauptsponsor des Leipziger Opernballs[47] und ab 2018 Sponsor des Festivals „Dresdner Palaissommer“. Auf dem Gelände des Japanischen Palais werden verschiedene Kulturveranstaltungen angeboten, unter anderem Filme und Konzerte.[48]
- Gröner unterstützte die CDU mit mehr als 800.000 Euro, um die bürgerlichen Kräfte zu stärken.[49] 2020 hat die Privatperson Gröner 320.000 € und seine Gröner Family Office GmbH 500.000 € an die Berliner CDU gespendet. Gröner selbst sagte in einem Interview, dass die Spende an Bedingungen geknüpft war.[50]